# Asociación Guatemalteca de la Industria de Productores de Fonogramas y Afines
L'Asociación Guatemalteca de Gestión de la Industria de Productores de Fonogramas y Afines (AGINPRO) è un'organizzazione non governativa non a scopo di lucro che si occupa di tutelare l'industria musicale del Guatemala e i musicisti, interpreti, autori e compositori che ne fanno parte. Dal 2014 è membro dell'International Federation of the Phonographic Industry.
Fino al 2020 ha diffuso una classifica delle canzoni più riprodotte a livello radiotelevisivo nazionalmente a cadenza settimanale, e si occupa di organizzare annualmente i Premios Estela, manifestazione stabilita nel 2016 per celebrare il meglio dell'industria discografica guatelmateca.